# L'Or de la rivière Kwaï
L'Or de la rivière Kwaï est le 10e roman de la série SAS, écrit par Gérard de Villiers et publié en 1968 aux éditions Plon / Presses de la Cité. Comme tous les SAS parus au cours des années 1960, le roman a été édité lors de sa publication en France à 60 000 exemplaires lors du premier tirage.
Le titre fait référence au roman, adapté au cinéma, Le Pont de la rivière Kwaï.
L'action du roman est censée se dérouler courant 1968, en Thaïlande (Bangkok) et brièvement en Malaisie (Kuala Lumpur). C'est le premier roman de la série où Malko travaille en Extrême-Orient.

## Personnages principaux
- Malko Linge : héros du roman, Autrichien, agent contractuel de la CIA.
- Thépin
- Jim Stanford
- Colonel White
- Mme Stanford
- Kim-Lang
- Colonel Makassar
- Sa-Mai

## Résumé

### Début du roman
En Thaïlande, Jim Stanford, un ancien agent de la CIA et que Malko Linge a jadis connu et apprécié, a disparu mystérieusement. Ni la police thaïlandaise, ni les services secrets thaï, ni même le chef d'antenne de la CIA dans le pays ne semblent s'en inquiéter. David Wise, directeur de la division des plans à la CIA, charge Malko de retrouver Stanford mort ou vif.

### Aventures
Malko se rend donc en Thaïlande. L'enquête s'annonce très difficile pour plusieurs raisons.
La première est qu'il ne parle pas la langue du pays et qu'il n'est pas habitué à la mousson, avec un air chaud et humide. Il n'est pas non plus habitué à la mentalité locale.
La deuxième raison est que le colonel White, chef des services secrets américains en Thaïlande, et le colonel Makassar, son homologue dans les services thaïlandais, n'ont absolument aucune piste.
La troisième raison est que Malko fait l'objet de deux tentatives de meurtre sans que l'on retrouve le meurtrier et sans que l'on sache qui est le commanditaire.
La quatrième raison est que les deux pistes que Malko suit, dans un premier temps, n'aboutissent à aucun résultat tangible :
- la première piste est celle de l'épouse, Mme Stanford, qui dit ne pas savoir où se trouve son époux. Si Malko pense que l'épouse éplorée aime sincèrement son mari, il est toutefois persuadé qu'elle lui cache quelque chose, mais sans savoir quoi précisément ;
- l'autre piste mène vers un salon de massage, où Malko apprend que Jim Stanford avait une maîtresse secrète, une malaisienne du nom de Kim-Lang. Il rencontre cette femme à Kuala Lumpur, mais l'entrevue est un échec.

Au cours de son enquête, Malko est secondé par la jeune, belle et efficace Thépin. Il aura des relations sexuelles avec elle (il la dépucèle), et Thépin va tomber amoureuse de lui. À la fin du roman, elle va lui proposer le mariage, mais Malko refusera.

### Dénouement et fin du roman
À la fin d'une longue enquête, Malko découvre la triste vérité : Jim Stanford est toujours vivant, mais il est devenu un traître. Il transporte des armes au profit des communistes, près de la rivière Kwaï et de ce fait il contribue à alimenter la guérilla communiste dans le sud du pays. Informé par les services secrets thaïlandais, Malko rencontre Stanford à la fin du roman. L'homme est exécuté par Thépin. Malko apprend aussi l'identité du commanditaire des tentatives de meurtres à son encontre : il s'agissait tout simplement de Mme Stanford.

## Autour du roman
- Contrairement à d'autres romans de la série, ce ne sont pas les scènes érotiques ou sexuelles qui rythment la narration, mais l'enquête (quasi-policière) de Malko.
- Dans le chapitre II (page 22 de l'édition de 1971), il est indiqué que Malko a connu Jim Stanford au moment où la CIA était en train d'être créée, au début de la guerre froide, vers 1947-1948. En supposant qu'il ait entre 20 et 25 ans à cette date, cela fait remonter la date de naissance de Malko vers 1922-1927. Dans le chapitre 14 (page 242 de l'édition de 1971), il est indiqué que Malko travaille dans la « barbouzerie » depuis une dizaine d'années déjà.